# Mitrastemon
Mitrastemon Makino, 1911 è un genere di piante angiosperme dell'ordine Ericales, unico genere della famiglia Mitrastemonaceae Makino, 1911.

## Tassonomia
Il genere comprende le seguenti specie:
- Mitrastemon matudae Yamam.
- Mitrastemon yamamotoi (Makino) Makino